# Henriette Andersen
Henriette Andersen (* 18. November 1963 in Utrecht als Henriette van Hoogstraten) ist eine niederländische Jazzsängerin.

## Leben und Wirken
Andersen sang als Jugendliche und Studentin in verschiedenen Gesangsgruppen und Chören und nahm Gesangsunterricht. Zunächst studierte sie Niederländische Philologie, wobei sie sich auf moderne Poesie spezialisierte. Von 1994 bis 1999 studierte Gesang für Jazz und Unterhaltungsmusik an der Djam in Amsterdam. Außerdem nahm sie an Meisterkursen und Workshops von Sheila Jordan, Judy Niemack, Barry Harris und Rhiannon teil.
2005 veröffentlichte Andersen ihr Debütalbum Heart and Song (2005) auf dem Label TWA Music. Ihre Auftritte im Trio mit dem norwegischen Kontrabassisten Thomas Winther Andersen (ihrem Ehemann) und dem Jazzpianisten Dirk Balthaus haben in der niederländischen Jazzszene für Aufmerksamkeit gesorgt. Andersen tritt heute mit Jazz, französischen Chansons und eigener Musik auf.
Weiterhin ist Andersen als Gesangslehrerin, etwa an der Djam in Amsterdam, tätig.